# Șceaslîve, Ivanivka
Șceaslîve (în ucraineană Щасливе) este un sat în comuna Trohîmivka din raionul Ivanivka, regiunea Herson, Ucraina.

## Demografie
Componența lingvistică a localității Șceaslîve
     Ucraineană (93,55%)
     Rusă (5,65%)
     Alte limbi (0,81%)
Conform recensământului din 2001, majoritatea populației localității Șceaslîve era vorbitoare de ucraineană (93,55%), existând în minoritate și vorbitori de rusă (5,65%).